# Свобода слова
Свобо́да сло́ва — право людини або спільноти людей вільно висловлювати свої ідеї або думки без небезпеки помсти, цензури, санкцій з можливістю формувати порядок денний на наративному і смисловому рівні .
Свобода висловлювань – це більш ніж просте обмеження державної влади цензурувати інформацію та погляди; вона надає громадянину можливість озвучити власну опозиційну позицію до урядових вимог. Це не лише «пасивне» право слухача, а й «активне» право промовця, котрий вирішує кинути виклик легітимності пропонованих положень та вимог. Свобода слова передбачає право протестувати проти несправедливості, вимагаючи офіційної уваги до позиції незгодного, або ж апелювати до спільноти загалом, спонукаючи до морального судження й інших громадян. Більше того, якщо виникає опір владі, ця свобода повинна надавати тим, хто проти, можливість пояснити причини своєї непокори як свідомої протидії неприйнятним вимогам.
Прихильники лібералізму розглядають свободу слова як одну з найважливіших громадянських свобод, яка охоплює свободу вираження поглядів як в усній, так і в письмовій формі (свобода преси і ЗМІ); меншою мірою стосується політичної та соціальної реклами (пропаганди). Ідеологія лібералізму ставить державну цензуру, або будь-яку іншу форму державного примусу до висловлення поглядів або відмови від них, поза законом.
Свобода слова виписана в низці міжнародних і українських документів, серед яких «Загальна декларація прав людини» (ст. 19), «Конвенція про захист прав людини і основних свобод» (ст. 10) і Конституція України, ст. 34 якої стверджує:
|  | Кожному гарантується право на свободу думки і слова, на вільне вираження своїх поглядів і переконань. Кожен має право вільно збирати, зберігати, використовувати і поширювати інформацію усно, письмово або в інший спосіб і на свій вибір. Здійснення цих прав може бути обмежене законом в інтересах національної безпеки, територіальної цілісності або громадського порядку з метою запобігання заворушенням чи злочинам, для охорони здоров’я населення, для захисту репутації або прав інших людей, для запобігання розголошенню інформації, одержаної конфіденційно, або для підтримання авторитету і неупередженості правосуддя. |

Відповідно до норм міжнародного права, обмеження на свободу слова повинні відповідати трьом умовам: вони повинні строго узгоджуватись з законом, мати праведну мету і повинні бути необхідними і адекватними для досягнення цієї мети. Закони, які вводять обмеження, повинні намагатися бути недвозначними і не давати можливості для різних тлумачень. Легітимними цілями вважаються захист репутації, гідності особи, національної безпеки, громадського порядку, авторського права, здоров'я і моралі. Конституція України забороняє пропаганду соціальної, расової, національної чи релігійної ворожнечі, а також розголос відомостей, які містять державну таємницю. Тимчасові або часткові обмеження також можуть впроваджуватися за рішенням суду.
Якщо свобода  думки є абсолютною константою природного права, то свобода слова, яка реалізується через певні усні чи письмові мовлення людини, щонайменше не повинна безпідставно обмежувати права і свободи інших людей, принижувати їх честь, гідність та репутацію, не поєднуватись з розповсюдженням завідомо неправдивої інформації, не мати ознак заклику до  суспільно небезпечних, шкідливих чи злочинних дій. Свобода слова не може бути абсолютною, вона може у виважених параметрах досягнення балансу приватних і публічних інтересів обмежуватись правом.    

## Утилітарний і ліберальний підходи
Свобода слова тісно пов'язана з питаннями встановлення істини, самоврядування, забезпечення гнучкості політичної системи, самореалізації особи, природних прав людини та їх захисту. Історично свобода слова витворилася як інструмент для забезпечення інформованості і підтримки високого рівня компетентності державних органів влади. Наприклад, англійський «Білль про права 1689 р». гарантував членам Парламенту повну свободу обговорення справ королівства і чиновників, без чого його робота була б неефективною. Ця властивість свободи слова досі ціниться навіть деякими авторитарними режимами. які залишають невеликі і безпечні для своєї стабільності «острівці свободи» (наприклад, позбавлені цензури малотиражні газети), щоб мати об'єктивні дані про те, що ж реально відбувається в регіоні й за його межами. Ширше, ця свобода є однією з найважливіших умов для пошуку і встановлення істини. (Джон Мілль, «Про свободу»).
Іншим аспектом «Білля про права» 1689 р. було те, що в ньому Парламент розглядали як вищий представницький орган національного самоуправління, а це означає, що право на інформацію про роботу уряду виходить від народу. З розвитком демократії останнє набуло особливої актуальності.
З точки зору демократії як політичної системи, найважливішою ознакою свободи слова є поширення такої інформації, яка може вплинути на результат виборів чи на роботу уряду. В більшості сучасних ліберальних демократій законодавчі обмеження незначні і запроваджуються тільки на час виборчих кампаній: публікації в ЗМІ повинні чітко давати зрозуміти, чи є їхньою метою вплив на вибори і хто реально несе за це відповідальність. Для того, щоб люди були достатньо поінформовані напередодні виборів, їм повинні бути доступні різні точки зору. Це насамперед стосується основних для виборців джерел інформації (на сьогодні це телебачення) і забезпечується або доступом до широкої низки вільних від цензури та незалежних одне від одного джерел, або ж політикою плюралізму в ЗМІ, які займають монопольне становище. Зауважимо, що правило нейтральної точки зору, встановлене у «Вікіпедії», також дозволяє досягнути плюралістичного і безпристрасного висвітлення подій і висловлення думок.

## Свобода слова  в практиці Європейського суду з прав людини
Європейський суд з прав людини у справі «Обершлик проти Австрії»  зазначив, що свобода слова в тому вигляді, як вона гарантована  пунктом 1 статті 10  Конвенції, становить собою одні із несучих опор  демократичного суспільства і є основоположною умовою, яка слугує його прогресу та самореалізації кожного індивідуума; вона застосовується не тільки до  інформації чи ідей, які зустрічають сприятливе сприйняття чи їх розглядають як безневинні або непотрібні, а й до таких, що ображають, шокують, чи такими, що змушують хвилюватися. Такі вимоги плюралізму, толерантності та ліберальності, без яких немає демократичного суспільства.
Розвиваючи ці положення, у справах «Лінгенс проти Австрії» та « Йорсильд проти Данії» ЄСПЛ зазначив, що  під захист Конвенції підпадають  також оцінні судження,  перевіряти істинність яких неможливо.  Якщо щодо фактів закон має вимагати правдивих повідомлень, то щодо оцінних суджень цього закон вимагати не може, але такі судження мають розглядати в контексті мети, яку вони переслідують. Така мета не повинна бути направлена на розпалювання заборонених законом дій. 

## Нормативні акти
Конституція України: чинне законодавство станом на 01 січня 2020  р. Київ: Норма права, 2020.  100 с.
Конвенція про захист прав людини і основоположних свобод  (зі змінами та доповненнями. Конвенцію ратифіковано Законом України № 475/97-ВР від 17.07.97). Офіційний вісник України. 1998. №13. URL: https://zakon.rada.gov.ua/laws/show/995_004.
Міжнародний пакт про громадянські та політичні права від 16 грудня 1966р.   
Закон України «Про інформацію». Відомості Верховної Ради України. 1992. № 48. Ст.650.  Із змінами, внесеними згідно із законами України.  URL:  https://zakon.rada.gov.ua/laws/show/2657-12#Text